# Paul Bailleu
Paul Bailleu (né le 21 janvier 1853 à Magdebourg et mort le 25 juin 1922 à Berlin) est un historien et archiviste allemand.

## Biographie
Paul Bailleu est le fils du gantier Julius Bailleu (dont les ancêtres appartiennent à une congrégation réformée wallonne qui s'est déplacée de Mannheim à Magdebourg à la fin du 17e siècle) et sa femme Ida Ohage.
Il fait ses études à l'école élémentaire de Magdebourg; déjà à cette époque, il souffre d'une maladie de l'articulation de la hanche. De 1860 à 1870, il étudie au lycée de l'abbaye Notre-Dame de Magdebourg. Il étudie ensuite la philologie à l'université de Göttingen à partir de 1870 et l'histoire à l'université de Berlin l'année suivante. En 1873, il commence son service de trois ans en tant que secrétaire de Leopold von Ranke. En 1876, après avoir obtenu son doctorat en philosophie en 1874, il devient archiviste aux Archives secrètes d'État (de) à Berlin. Promu secrétaire aux archives en 1880, il devient quatre ans plus tard archiviste secret d'État, en 1890 conseiller aux archives et en 1900 conseiller aux archives secrètes. Enfin, en 1906, il est nommé deuxième directeur des archives de l'État prussien. En 1921, il prend sa retraite.
Paul Bailleu est mort à Berlin en 1922 à l'âge de 69 ans. Il est connu pour ses recherches d'archives et sa biographie de Louise de Mecklembourg-Strelitz, pour laquelle il reçoit le prix Verdun (de) en 1913.
Bailleu collabore à l'Allgemeine Deutsche Biographie, pour laquelle il écrit 20 articles. Il occupe également plusieurs postes au sein de l'Association générale des associations allemandes d'histoire et d'antiquités (de), de l'Association historique d'État pour la Marche de Brandebourg (de) et de la Société historique de Berlin (de).

## Travaux
- Quomodo Appianus in bellorum civilium libris II–V usus sit Asinii Pollionis historiis (Göttingen 1874)
- Talleyrands Briefwechsel mit Ludwig XVIII. während des Wiener Congresses (1881)
- Preußen und Frankreich von 1795 bis 1807. Diplomatische Correspondenzen (zwei Bände; 1881 bis 1887)
- Der preußische Hof im Jahre 1798 (1897)
- Briefwechsel König Friedrich Wilhelms III. und der Königin Luise mit Kaiser Alexander I. (1900)
- Königin Luise. Ein Lebensbild (1908) (online)
- Aus dem Literarischen Nachlaß der Kaiserin Augusta (zwei Bände; 1912)